# Warren Oates
Warren Mercer Oates (Depoy, 5 luglio 1928 – Los Angeles, 3 aprile 1982) è stato un attore statunitense.

## Biografia
Nativo di Depoy, sobborgo di Greenville (Kentucky), fu diretto dal regista Sam Peckinpah ne Il mucchio selvaggio (1969) e Voglio la testa di Garcia (1974). Ha recitato in numerosi film degli anni settanta, alcuni dei quali cult, come Il ritorno di Harry Collings (1971), Strada a doppia corsia (1971), La rabbia giovane (1973) e In corsa con il diavolo (1975). Oates interpretò il sergente Hulka nel film Stripes - Un plotone di svitati, campione di incassi al box office nel 1981. Per la televisione fu fra gli interpreti della prima stagione della serie Ai confini della realtà.
Ammalatosi di influenza la settimana precedente, Oates morì di infarto il 3 aprile 1982, all'età di 53 anni, mentre faceva un pisolino pomeridiano nella sua casa di Los Angeles. L'autopsia stabilì che era affetto da una broncopneumopatia cronica ostruttiva. Dopo il funerale, secondo i desideri di Oates, il suo corpo fu cremato e le ceneri sparse nel suo ranch nel Montana.

## Filmografia parziale

### Cinema
- Quota periscopio! (Up Periscope) regia di Gordon Douglas (1959) - non accreditato
- La guida indiana (Yellowstone Kelly), regia di Gordon Douglas (1959)
- Jack Diamond gangster (The Rise and Fall of Legs Diamond), regia di Budd Boetticher (1960)
- Private Property, regia di Leslie Stevens (1960)
- Sfida nell'Alta Sierra (Ride the High Country), regia di Sam Peckinpah (1962)
- L'isola della violenza (Hero's Island), regia di Leslie Stevens (1962)
- Ad ovest del Montana (Mail Order Bride), regia di Burt Kennedy (1964)
- Gli indomabili dell'Arizona (The Rounders), regia di Burt Kennedy (1965) - non accreditato
- Sierra Charriba (Major Dundee), regia di Sam Peckinpah (1965)
- La sparatoria (The Shooting), regia di Monte Hellman (1966)
- Il ritorno dei magnifici sette (Return of the Seven), regia di Burt Kennedy (1966)
- Tempo di terrore (Welcome to Hard Times), regia di Burt Kennedy (1967)
- La calda notte dell'ispettore Tibbs (In the Heat of the Night), regia di Norman Jewison (1967)
- I sei della grande rapina (The Split), regia di Gordon Flemyng (1968)
- Smith, un cowboy per gli indiani (Smith!), regia di Michael O'Herlihy (1969)
- Gangster tuttofare (Crooks and Coronets), regia di Jim O'Connolly (1969)
- Il mucchio selvaggio (The Wild Bunch), regia di Sam Peckinpah (1969)
- Lanton Mills, regia di Terrence Malick (1969) - cortometraggio
- Barquero, regia di Gordon Douglas (1970)
- Uomini e cobra (There Was a Crooked Man...), regia di Joseph L. Mankiewicz (1970)
- Strada a doppia corsia (Two-Lane Blacktop), regia di Monte Hellman (1971)
- Il ritorno di Harry Collings (The Hired Hand), regia di Peter Fonda (1971)
- Chandler, regia di Paul Magwood (1971)
- Kid Blue, regia di James Frawley (1973)
- Il ladro che venne a pranzo (The Thief Who Came to Dinner), regia di Bud Yorkin (1973)
- Tom Sawyer, regia di Don Taylor (1973)
- Dillinger, regia di John Milius (1973)
- La rabbia giovane (Badlands), regia di Terrence Malick (1973)
- Alba di ghiaccio (The White Dawn), regia di Philip Kaufman (1974)
- Voglio la testa di Garcia (Bring Me the Head of Alfredo Garcia), regia di Sam Peckinpah (1974)
- In corsa con il diavolo (Race with the Devil), regia di Jack Starrett (1975)
- 92 gradi all'ombra (92 in the Shade), regia di Thomas McGuane (1975)
- Dixie Dinamite & Patsy Tritolo (Dixie Dynamite), regia di Lee Frost (1976)
- Drum, l'ultimo mandingo (Drum), regia di Steve Carver (1976)
- Unica regola vincere (Sleeping Dogs), regia di Roger Donaldson (1977)
- Amore, piombo e furore, regia di Monte Hellman, Tony Brandt (1978)
- Pollice da scasso (The Brink's Job), regia di William Friedkin (1978)
- 1941 - Allarme a Hollywood (1941), regia di Steven Spielberg (1979)
- Stripes - Un plotone di svitati (Stripes), regia di Ivan Reitman (1981)
- Frontiera (The Border), regia di Tony Richardson (1982)
- Tuono blu (Blue Thunder), regia di John Badham (1983)
- Il duro più duro (Tough Enough), regia di Richard Fleischer (1983)

### Televisione
- Rescue 8 – serie TV, episodio 1x04 (1958)
- Ricercato vivo o morto (Wanted: Dead or Alive) – serie TV, 4 episodi (1958-1961)
- Have Gun - Will Travel – serie TV, 2 episodi (1958-1960)
- The Rough Riders – serie TV, episodio 1x31 (1959)
- Hawaiian Eye – serie TV, episodio 2x12 (1960)
- Outlaws – serie TV, episodio 1x01 (1960)
- Thriller – serie TV, episodi 1x13-2x20 (1960-1962)
- Indirizzo permanente (77 Sunset Strip) – serie TV, 2 episodi (1960-1962)
- Gli uomini della prateria (Rawhide) – serie TV, episodi 2x23-6x09-7x01-8x06 (1960-1965)
- Ai confini della realtà (The Twilight Zone) – serie TV, 2 episodi (1960-1963)
- Corruptors (Target: The Corruptors) – serie TV, episodi 1x08-1x27 (1961-1962)
- Michael Shayne – serie TV episodio 1x16 (1961)
- The Dick Powell Show – serie TV, episodio 1x07 (1961)
- Carovana (Stagecoach West) – serie TV, episodi 1x13-1x26-1x37 (1961)
- The Travels of Jaimie McPheeters – serie TV, episodio 1x03 (1963)
- Il virginiano (The Virginian) – serie TV, 4 episodi (1963-1966)
- Il reporter (The Reporter) – serie TV, episodio 1x06 (1964)
- A Man Called Shenandoah – serie TV, episodio 1x03 (1965)
- Branded – serie TV, episodio 2x01 (1965)
- Shane – serie TV, episodio 1x04 (1966)
- La grande vallata (The Big Valley) – serie TV, episodi 1x10-2x10 (1965-1966)
- Gunsmoke – serie TV, 10 episodi (1958-1967)
- Cimarron Strip – serie TV, episodi 1x04-1x12 (1967)
- Iron Horse – serie TV, episodio 2x08 (1967)
- I giorni di Bryan (Run for Your Life) – serie TV, episodio 3x17 (1968)
- Lancer – serie TV, episodi 1x23-2x21 (1969-1970)
- Il grigio e il blu (The Blue and the Gray) – miniserie TV, 3 episodi (1982)

## Doppiatori italiani
- Renato Turi in Sfida nell'Alta Sierra, 1941 - Allarme a Hollywood
- Sergio Fiorentini in Pollice da scasso, Frontiera
- Massimo Turci in Jack Diamond gangster
- Sergio Tedesco in Ad ovest del Montana
- Glauco Onorato in Sierra Charriba
- Giancarlo Maestri in La sparatoria
- Oreste Lionello in Il ritorno dei magnifici sette
- Luciano Melani in Tempo di terrore
- Ferruccio Amendola in La calda notte dell'ispettore Tibbs
- Manlio De Angelis ne I sei della grande rapina
- Renato Cominetti in Il mucchio selvaggio
- Michele Kalamera in Uomini e cobra
- Carlo D'Angelo in Barquero
- Gil Baroni in Strada a doppia corsia
- Sergio Graziani in Dillinger
- Vittorio Congia in La rabbia giovane
- Renzo Palmer in Voglio la testa di Garcia
- Silvio Spaccesi in Stripes - Un plotone di svitati
- Giorgio Piazza in Tuono blu
- Massimo Corvo in Smith, un cowboy per gli indiani (doppiaggio tardivo)
- Angelo Nicotra in Stripes - Un plotone di svitati (ridoppiaggio 2005)